# Polizeiruf 110: Todsicher
Todsicher ist ein deutscher Kriminalfilm von Thomas Jacob aus dem Jahr 1998. Es ist die 198. Folge innerhalb der Filmreihe Polizeiruf 110 und der 6. Fall für Schmücke und Schneider.

## Handlung
Schmücke und Schneider ermitteln diesmal im Todesfall Sebastian Pechmann. Zunächst sieht alles nach einem Freitod des Mannes aus, der von einem Kirchturm gestürzt ist, an dem er kleinere Reparaturarbeiten durchführen sollte. Ein auf dem Kirchturm gefundenes Feuerzeug und Schuhabdrücke  sprechen dafür, dass der Mann nicht allein in der Höhe war. Später werden auch Quetschspuren an den Fingern festgestellt, die auf eine Gewalteinwirkung schließen lassen.
Die Kommissare erkundigen sich bei der Schwester des Opfers nach eventuellen Feinden. Ihr fällt nur sein Nachbar Kutzauer ein, mit dem er sich nach Aussage einer Nachbarin sogar geprügelt hatte. Dieser hat jedoch für die Tatzeit ein Alibi, sodass er als Täter auszuschließen ist. Am nächsten Tag erscheint Katrin Pechmann auf dem Präsidium, weil ihr eingefallen war, dass ihr Bruder eine sehr hohe Lebensversicherung zu Gunsten einer Simone Schumacher abgeschlossen hatte.
Schmücke und Schneider suchen sie auf, um sie zu befragen. Angeblich war sie seit zwei Monaten mit Pechmann verlobt. Auf weitere Nachfragen reagiert die Frau sehr nervös und verstrickt sich in Widersprüche. Schneider ist sich sicher, dass die Frau nur auf das Erbe aus war, weil sie wusste, dass Pechmann Aids hatte. Ihr selber trauen die Kommissare aber die Tat nicht zu und denken an einen Komplizen. Den vermuten sie in dem Versicherungsagenten Florian Werner, der nach eigenen Angaben ein Verhältnis mit Simone Schumacher hat. Als sich herausstellt, dass ihm das gefundene Feuerzeug gehört und auch die Fußabdrücke zu seinen Gummistiefeln passen, wird er festgenommen, aber nicht in Haft behalten, weil die Beweislage nicht ausreichend ist. Als Werner zu Hause ankommt, lauert jemand dem Versicherungsagenten auf und schlägt ihn nieder, woran er am Ende verstirbt.
Schmücke und Schneider finden immer mehr Hinweise auf Werners Angestellten Erik Jaskulla, der ein alter Freund von Simone Schumacher ist und sie heimlich liebt. Er hatte in einem wohldurchdachten Plan die Spuren, die seinen Chef belasteten, gelegt. Als Schmücke ihn mit seinen Indizien konfrontiert, bricht er ein und gibt zu, Sebastian Pechmann vom Kirchturm gestoßen zu haben. Auch der tödliche Schlag auf Werner kam von ihm. Er war davon überzeugt, er müsse „alles Schmutzige“ von seiner Simone „fernhalten“.
Bei ihren Recherchen zu dem Mord an Sebastian Pechmann decken die Kommissare ein Netz von Versicherungsbetrügern auf, die todkranken Menschen ihre Lebensversicherung abkaufen. Unter dem Deckmantel, den Menschen eher zu ihrem Geld zu verhelfen, damit sie noch zu Lebzeiten etwas davon haben, lassen sie die Policen umschreiben und streichen dabei einen großen Teil des Wertes für sich ein.

## Hintergrund
Todsicher wurde am 22. Februar 1998 im Ersten zur Hauptsendezeit erstmals ausgestrahlt.

## Kritik
Die Kritiker der Fernsehzeitschrift TV Spielfilm vergaben eine mittlere Wertung (Daumen zur Seite) und merkten dazu an: „Anfangs etwas wirr, am Ende spannend“.